# Australian Open 2019
De 107e editie van het Australische grandslamtoernooi, het Australian Open 2019, werd gehouden tussen 14 en 27 januari 2019. Het toernooi in het Melbourne Park te Melbourne was de 93e editie voor de vrouwen.
Bij zowel het enkelspel voor de mannen als dat voor de vrouwen begon het toernooi op de veertiende van januari. Bij beide dubbelspelen startte het toernooi twee dagen later en het gemengd dubbelspel begon pas op de achttiende. De finale van het vrouwendubbelspel werd op vrijdag de vijfentwintigste gespeeld. De finales van het vrouwenenkelspel en het gemengd dubbelspel vonden op zaterdag de zesentwintigste plaats. Het toernooi werd afgesloten met de finales van het mannendubbelspel en het mannenenkelspel op zondag zevenentwintig januari.
In het mannenenkelspel was de Zwitser Roger Federer de titelverdediger, bij de vrouwen was de titelverdedigster de Deense Caroline Wozniacki. De titelverdedigers bij het mannendubbelspel waren de Oostenrijker Oliver Marach en de Kroaat Mate Pavić. Bij de vrouwen ging de titel in 2018 naar de Hongaarse Tímea Babos en de Franse Kristina Mladenovic. Titelverdediger bij het gemengd dubbelspel was het Canadees/Kroatisch duo Gabriela Dabrowski en Mate Pavić.
Het mannenenkelspel werd gewonnen door Novak Đoković, zijn vijftiende grandslamtitel en zijn zevende op de Australian Open, een record. Het vrouwenenkelspel werd gewonnen door de Japanse Naomi Osaka, na de US Open 2018 was dit haar tweede grandslamtitel. Het mannendubbelspel werd gewonnen door de Franse tandem Pierre-Hugues Herbert en Nicolas Mahut, die met deze titel alle grandslams hebben gewonnen. In het vrouwendubbelspel ging de titel naar de Australische Samantha Stosur (haar derde grandslamtitel in het dubbelspel) en de Chinese Zhang Shuai (haar eerste grandslamtitel). In het gemengd dubbelspel ging de titel naar de Tsjechische Barbora Krejčíková en de Amerikaan Rajeev Ram, voor beiden hun eerste titel in het gemengd dubbel.
Het toernooi van 2019 trok een recordaantal van meer dan 780.000 toeschouwers.

## Toernooikalender
| Australian Open    | januari 2019 | januari 2019 | januari 2019 | januari 2019 | januari 2019 | januari 2019 | januari 2019 | januari 2019 | januari 2019 | januari 2019 | januari 2019 | januari 2019 | januari 2019 | januari 2019 |
| Australian Open    | maa 14       | din 15       | woe 16       | don 17       | vrĳ 18       | zat 19       | zon 20       | maa 21       | din 22       | woe 23       | don 24       | vrĳ 25       | zat 26       | zon 27       |
| ------------------ | ------------ | ------------ | ------------ | ------------ | ------------ | ------------ | ------------ | ------------ | ------------ | ------------ | ------------ | ------------ | ------------ | ------------ |
| mannenenkelspel    | 1e ronde     | 1e ronde     | 2e ronde     | 2e ronde     | 3e ronde     | 3e ronde     | 4e ronde     | 4e ronde     | kwartfinale  | kwartfinale  | halve finale | halve finale |              | finale       |
| vrouwenenkelspel   | 1e ronde     | 1e ronde     | 2e ronde     | 2e ronde     | 3e ronde     | 3e ronde     | 4e ronde     | 4e ronde     | kwartfinale  | kwartfinale  | halve finale |              | finale       |              |
| mannendubbelspel   |              |              | 1e ronde     | 1e ronde     | 2e ronde     | 2e ronde     | 3e ronde     | 3e ronde     | kwartfinale  | kwartfinale  | halve finale |              |              | finale       |
| vrouwendubbelspel  |              |              | 1e ronde     | 1e ronde     | 2e ronde     | 2e ronde     | 3e ronde     | 3e ronde     | kwartfinale  | halve finale |              | finale       |              |              |
| gemengd dubbelspel |              |              |              |              | 1e ronde     | 1e ronde     | 1e ronde     | 2e ronde     | 2e ronde     | kwartfinale  | halve finale |              | finale       |              |

## Enkelspel

### Mannen
Titelverdediger Roger Federer ging in de vierde ronde onderuit tegen Stéfanos Tsitsipás. Novak Đoković won in de finale van Rafael Nadal.

### Vrouwen
Titelverdedigster Caroline Wozniacki werd in de derde ronde uitgeschakeld door Maria Sjarapova. De finale werd gewonnen door Naomi Osaka, ze versloeg Petra Kvitová.

## Dubbelspel

### Mannendubbelspel
Titelverdedigers Oliver Marach en Mate Pavić raakten niet verder dan de tweede ronde. Pierre-Hugues Herbert en Nicolas Mahut versloegen in de finale Henri Kontinen en John Peers.

### Vrouwendubbelspel
De titelverdedigsters Tímea Babos en Kristina Mladenovic waren deze keer verliezend finalist – ze verloren van Samantha Stosur en Zhang Shuai.

### Gemengd dubbelspel
De titelverdedigers Gabriela Dabrowski en Mate Pavić sneuvelden in de kwartfinales. Barbora Krejčíková en Rajeev Ram wonnen in de finale van Astra Sharma en John-Patrick Smith.

## Kwalificatietoernooi (enkelspel)
Algemene regels – Aan het hoofdtoernooi (enkelspel) zullen bij de mannen en vrouwen elk 128 tennissers meedoen. De 104 beste mannen en 104 beste vrouwen van de wereldranglijst die zich inschrijven, worden rechtstreeks toegelaten (waaronder elk drie met een beschermde ranking). Acht mannen en acht vrouwen krijgen van de organisatie een wildcard. Voor de overige ingeschrevenen resteren dan nog zestien plaatsen bij de mannen en zestien plaatsen bij de vrouwen in het hoofdtoernooi – deze plaatsen worden via het kwalificatietoernooi ingevuld. Aan dit kwalificatietoernooi doen nog eens 128 mannen en 128 vrouwen mee – er worden drie kwalificatieronden gespeeld.
Het kwalificatietoernooi werd gespeeld van dinsdag 8 tot en met vrijdag 11 januari 2019.
De volgende deelnemers aan het kwalificatietoernooi wisten zich een plaats te veroveren in de hoofdtabel:

### Mannenenkelspel
1. Tatsuma Ito
2. Christopher Eubanks
3. Bjorn Fratangelo
4. Daniel Evans
5. Henri Laaksonen
6. Prajnesh Gunneswaran
7. Gleb Sakharov
8. Stefano Travaglia
9. Rudolf Molleker
10. Thanasi Kokkinakis
11. Lloyd Harris
12. Luca Vanni
13. Mitchell Krueger
14. Viktor Troicki
15. Kamil Majchrzak
16. Miomir Kecmanović

### Vrouwenenkelspel
1. Astra Sharma
2. Misaki Doi
3. Viktorija Golubic
4. Bianca Andreescu
5. Karolína Muchová
6. Iga Świątek
7. Veronika Koedermetova
8. Anna Kalinskaja
9. Paula Badosa Gibert
10. Harriet Dart
11. Zhu Lin
12. Varvara Lepchenko
13. Jessika Ponchet
14. Ysaline Bonaventure
15. Natalja Vichljantseva
16. Beatriz Haddad Maia

### Belgen in het kwalificatietoernooi
Er waren vier vrouwelijke deelnemers:
1. Yanina Wickmayer – eerste ronde, verloor van Kaja Juvan
2. Ysaline Bonaventure – kwalificeerde zich voor het hoofdtoernooi, won van Naomi Broady, Lizette Cabrera en Richèl Hogenkamp
3. Maryna Zanevska – eerste ronde, verloor van Nadia Podoroska
4. Kimberley Zimmermann – eerste ronde, verloor van Tereza Mrdeža

Drie mannen deden mee:
1. Ruben Bemelmans – eerste ronde, verloor van Kimmer Coppejans
2. Arthur De Greef – eerste ronde, verloor van Félix Auger-Aliassime
3. Kimmer Coppejans – derde ronde, won van Ruben Bemelmans en Alejandro Davidovich Fokina, verloor van Stefano Travaglia

### Nederlanders in het kwalificatietoernooi
Er waren vijf vrouwelijke deelnemers:
1. Arantxa Rus – eerste ronde, verloor van Richèl Hogenkamp
2. Bibiane Schoofs – tweede ronde, won van Liang En-shuo, verloor van Natalja Vichljantseva
3. Richèl Hogenkamp – derde ronde, won van Arantxa Rus en Isabelle Wallace, verloor van Ysaline Bonaventure
4. Lesley Kerkhove – eerste ronde, verloor van Amandine Hesse
5. Quirine Lemoine – eerste ronde, verloor van Anna Kalinskaja

Er deed één man mee:
1. Tallon Griekspoor – eerste ronde, verloor van Bjorn Fratangelo

## Junioren
Meisjesenkelspel

Finale: Clara Tauson (Denemarken) won van Leylah Fernandez (Canada) met 6-4, 6-3.
Meisjesdubbelspel

Finale: Natsumi Kawaguchi (Japan) en Adrienn Nagy (Hongarije) wonnen van Chloe Beck (Verenigde Staten) en Emma Navarro (Verenigde Staten) met 6-4, 6-4.
Jongensenkelspel

Finale: Lorenzo Musetti (Italië) won van Emilio Nava (Verenigde Staten) met 4-6, 6-2, 7-6(12).
Jongensdubbelspel

Finale: Jonáš Forejtek (Tsjechië) en Dalibor Svrčina (Tsjechië) wonnen van Cannon Kingsley (Verenigde Staten) en Emilio Nava (Verenigde Staten) met 7-6(5), 6-4.

## Rolstoeltennis
Rolstoelmannenenkelspel

Finale: Gustavo Fernández (Argentinië) won van Stefan Olsson (Zweden) met 7-5, 6-3.
Rolstoelvrouwenenkelspel

Finale: Diede de Groot (Nederland) won van Yui Kamiji (Japan) met 6-0, 6-2.
Quad-enkelspel

Finale: Dylan Alcott (Australië) won van David Wagner (VS) met 6-4, 7-4(2)
Rolstoelmannendubbelspel

Finale: Joachim Gérard (België) en Stefan Olsson (Zweden) wonnen van Stéphane Houdet (Frankrijk) en Ben Weekes (Australië) met 6-3, 6-2.
Rolstoelvrouwendubbelspel

Finale: Diede de Groot (Nederland) en Aniek van Koot (Nederland) wonnen van Marjolein Buis (Nederland) en Sabine Ellerbrock met 5-7, 7-6(4), [10-8].
Quad-dubbelspel

Finale: Dylan Alcott (Australië) en Heath Davidson (Australië) wonnen van Andy Lapthorne (VK) en David Wagner (VS) met 6-3, 6-7(6), [10-7]

## Reglementswijziging
In 2019 werd een belangrijke wijziging doorgevoerd. De laatste set van een wedstrijd wordt sindsdien bij de stand van 6–6 beslist met een tienpunts tiebreak in plaats van door te spelen tot twee games verschil. De nieuwe formule werd ingevoerd bij alle enkel- en dubbelspelwedstrijden, zowel bij mannen als bij vrouwen. Bij het gemengd dubbelspel werd geen derde set gespeeld, maar een match-tiebreak.

## Uitzendrechten
De Australian Open was in Nederland en België exclusief te zien op Eurosport. Eurosport zond de Australian Open uit via de lineaire sportkanalen Eurosport 1 en Eurosport 2 en via de online streamingdienst, de Eurosport Player.